# Unenlagiinae
Unenlagiinae es una subfamilia extinta incluida en la familia de los dromeosáuridos. La mayoría de los unenlagiinos vivieron en lo que hoy es Sudamérica, Antártida y Madagascar
Entre los unenlagiinos se encuentran algunos de los dromaeosáuridos más grandes, Austroraptor (5.8 metros) y algunos de los más pequeños, Buitreraptor (1.2 metros) y Rahonavis (0.4 metros).

## Géneros
- Austroraptor
- Buitreraptor
- Diuqin
- Neuquenraptor
- Overoraptor
- Pamparaptor
- Rahonavis?
- Unenlagia
- Unquillosaurus
- Ypupiara